# Paul Dubois
Paul Dubois fou un violinista i compositor francès.
Estudià al Conservatori de París, i va tenir com a mestre Louis-Barthélémy Pradher. Va ser un dels fundadors del quartet musical Millont el 1849, que tant contribuí a propagar en la zona de Marsella l'afecció per la música di camera. Són degudes a la seva inspiració diverses composicions per a instruments de corda, que varen ser executades amb força d'èxit pel mencionat quartet.